# Eugène-Louis Lequesne
Eugène-Louis Lequesne (oppure Le Quesne) (Parigi, 15 febbraio 1815 – Parigi, 3 giugno 1877) è stato uno scultore francese.
Nel 1841, entrò nell'École des Beaux-Arts a Parigi. Dopo aver conquistato il secondo premio nel 1843, vinse il primo premio del Prix de Rome nel 1844 con il bassorilievo intitolato Pyrrhus tuant Priam. Soggiornò presso l'Accademia di Francia a Roma dal 1844 al 1849. Nel 1855 si aggiudicò il Gran Premio per la scultura all'Esposizione Universale tenutasi nella sua città natale. Fu insignito della Légion d'honneur.